# Irak op de Olympische Zomerspelen 1964
Irak nam deel aan de Olympische Zomerspelen 1964 in Tokio, Japan. Het brons dat bij de vorige editie gewonnen werd, kreeg geen vervolg. Irak eindigde zonder medaillewinst.

## Deelnemers en resultaten
(m) = mannen, (v) = vrouwen 

### Atletiek
| Olympiër                                                              | Discipline      | Resultaat | Prestatie               |
| --------------------------------------------------------------------- | --------------- | --------- | ----------------------- |
| Khudhir Zalata                                                        | 100m (m)        | 63e       | serie 8: 6de in 11,1    |
| Jassim Karim Kuraishi                                                 | 200m (m)        | 54e       | serie 4: 5de in 22,6    |
| Jassim Karim Kuraishi                                                 | 400m (m)        | 46e       | serie 6: 7de in 49,5    |
| Samir Ambrose Vincent                                                 | 110m horden (m) | 37e       | serie 4: 8ste in 16,2   |
| Samir Ambrose Vincent                                                 | 400m horden (m) | 32e       | serie 2: 6de in 54,0    |
| Jasim Karim Kuraishi Samir Vincent Khalid Tawfik Lazim Khudher Zalada | 4x100m (m)      | DNF       | serie 1: niet gefinisht |

### Boksen
| Olympiër         | Discipline | Resultaat | Prestatie                                        |
| ---------------- | ---------- | --------- | ------------------------------------------------ |
| Youssef Anwer    | -57kg (m)  | 17e       | 1ste ronde: V van MEX Duran: 0-5                 |
| Khalid Al-Karkhi | -67kg (m)  | 17e       | 1ste ronde: V van PHI Alipala: gediskwalificeerd |

### Gewichtheffen
| Olympiër            | Discipline  | Resultaat | Prestatie |
| ------------------- | ----------- | --------- | --------- |
| Zuhair Elia Mansour | -60kg (m)   | 14e       | 330kg     |
| Aziz Abbas          | -67,5kg (m) | 12e       | 365kg     |
| Mahmoud Rashid      | -67,5kg (m) | 10e       | 367,5kg   |
| Mohammed Nadum      | -75kg (m)   | 10e       | 407,5kg   |
| Mahmoud Shakir      | -90kg (m)   | 17e       | 382,5kg   |
| Hadi Abdul Jabbar   | +90kg (m)   | 19e       | 440kg     |
| Abdul Khalik Juad   | +90kg (m)   | 16e       | 445kg     |

Afghanistan · Algerije · Argentinië · Australië · Bahama's · België · Bermuda · Birma · Bolivia · Brazilië · Brits-Guiana · Bulgarije · Cambodja · Canada · Ceylon · Chili · Colombia · Congo-Brazzaville · Costa Rica · Cuba · Denemarken · Dominicaanse Republiek · Duits eenheidsteam · Ethiopië · Filipijnen · Finland · Frankrijk · Ghana · Griekenland · Groot-Brittannië · Hongarije · Hongkong · Ierland · IJsland · India · Irak · Iran · Israël · Italië · Ivoorkust · Jamaica · Japan · Joegoslavië · Kameroen · Kenia · Libanon · Liberia · Libië · Liechtenstein · Luxemburg · Madagaskar · Maleisië · Mali · Marokko · Mexico · Monaco · Mongolië · Nederland · Nederlandse Antillen · Nepal · Nieuw-Zeeland · Niger · Nigeria · Noord-Rhodesië · Noorwegen · Oeganda · Oostenrijk · Pakistan · Panama · Peru · Polen · Portugal · Puerto Rico · Roemenië · Senegal · Sovjet-Unie · Spanje · Taiwan · Tanganyika · Thailand · Trinidad en Tobago · Tsjaad · Tsjecho-Slowakije · Tunesië · Turkije · Uruguay · Venezuela · Verenigde Arabische Republiek · Verenigde Staten · Vietnam · Zuid-Korea · Zuid-Rhodesië · Zweden · Zwitserland